# بيرت ميتز
بيرت ميتز (بالهولندية: Bert Metz)‏ هو أخصائي علم المناخ هولندي، ولد في 15 أغسطس 1945.